# حبيب بن سالم أمبوسعيدي
الشيخ حبيب بن سالم بن سعيد بن محمد بن خلف أمبوسعيدي النزوي العقري من علماء القرن الثاني عشر.

## حياته
كان إعمى معيلاً فقيراً من المال والعلم، فأحاط به الهم وبلغ من ضيق الغاية من عدم المال وكثرة العيال، فأراد أن يقتل نفسه من الهم الذي أصابه، فصعد ذات يوم إلى أعلى غرفة من غرف بيته يريد أن يرمي نفسه إلى الأرض، فارتابت لأمره أمة من إمائه، فجعلت كلما صعد درجة من درج المنزل تصعد خلفه، فلما انتهى إلى أعلى غرفة ورأته يريد أن يرمي بنفسه منها إلى الأرض، جذبته بيديها إلى سطح تلك الغرفة فوقع على السطح، وجعلت تؤنبه، وتقول له: بئس الرأي الذي رأيته والعزم الذي عزمت عليه، كأنك لم تشعر أن من قتل نفسه متعمدا فإن له نار جهنم خالدا فيها، فالأولى أن تصرف همتك إلى طلب العلم لا في قتل نفسك، أتضيق بالعيال ذراعاك ولكل أكلة مرعى؟
فلما سمع منها ذلك الكلام صادف في قلبه مكاناً فارغا فتمكنا فقال لها: صدقت وجزاك الله خيرا، وصرف همته منذ ذلك الوقت إلى طلب العلم ولما فشا خبره إلى مشايخ نزوى وأغنيائهم، تواتر عطاؤهم له وأقاموا له مدرسة في بيته وجلبوا إليه القراء وأمروهم أن يقرءوا عليه كتب الفقه وغيرها حتى صار أعلم أهل زمانه وقد أنشأ الشيخ حبيب بن سالم الأمبوسعيدي مدرسة في عقر نزوى، درس فيها كثير من الطلبة، وتخرج منها كثير من العلماء.

## تلاميذه
1. الشيخ سعيد بن أحمد الكندي.
2. الشيخ أبي نبهان الخروصي.
3. الشيخ جاعد بن خميس الخروصي.
4. الشيخة عائشة بن راشد الريامية حسب ما يظهر في أجوبتها أن لها اتصال مع الشيخ حبيب بن سالم أمبوسعيدي ومع بعض مشايخ نزوى.

## مؤالفاته
- حاشية على مختصر الخصال.

## أعماله
- قام بعزل الإمام بلعرب بن حمير.[3]
- عقْد الإمامة لأحمد بن سعيد البوسعيدي.[4]
- من العلماء الذين حكموا بإغراق أموال سيف بن سلطان الثاني.[2]

حادثة عزل الإمام بلعرب بن حمير لها تاريخ طويل وأسباب عديدة كان من ضمنها سجنه لبعض المشايخ وقتله لبعضهم، وكانت أحداثه شاهرة ظاهرة، قال الشيخ حبيب بن سالم في رسالته: " وإنك حللت دماءنا بخلعنا لك، ونحن قد فعلنا الحق وقلنا الصدق، وإمام الدفاع يخلعه الواحد من المسلمين في بعض القول، فكيف وقد خلعتك جماعة المسلمين، فأين عنك ذكر الوقوف بين يدي الله عز وجل، وأين عنك ذكر مناقشة الله في دمائهم وأموالهم، فاتق الله يا بلعرب بن حمير، ولا تتسم بالإمامة، ولا تقل إنك على الاستقامة، فتكذب على الله » إلى آخر ما ذكره من أفعال الإمام التي تستوجب عزله.